# Royal College of Psychiatrists

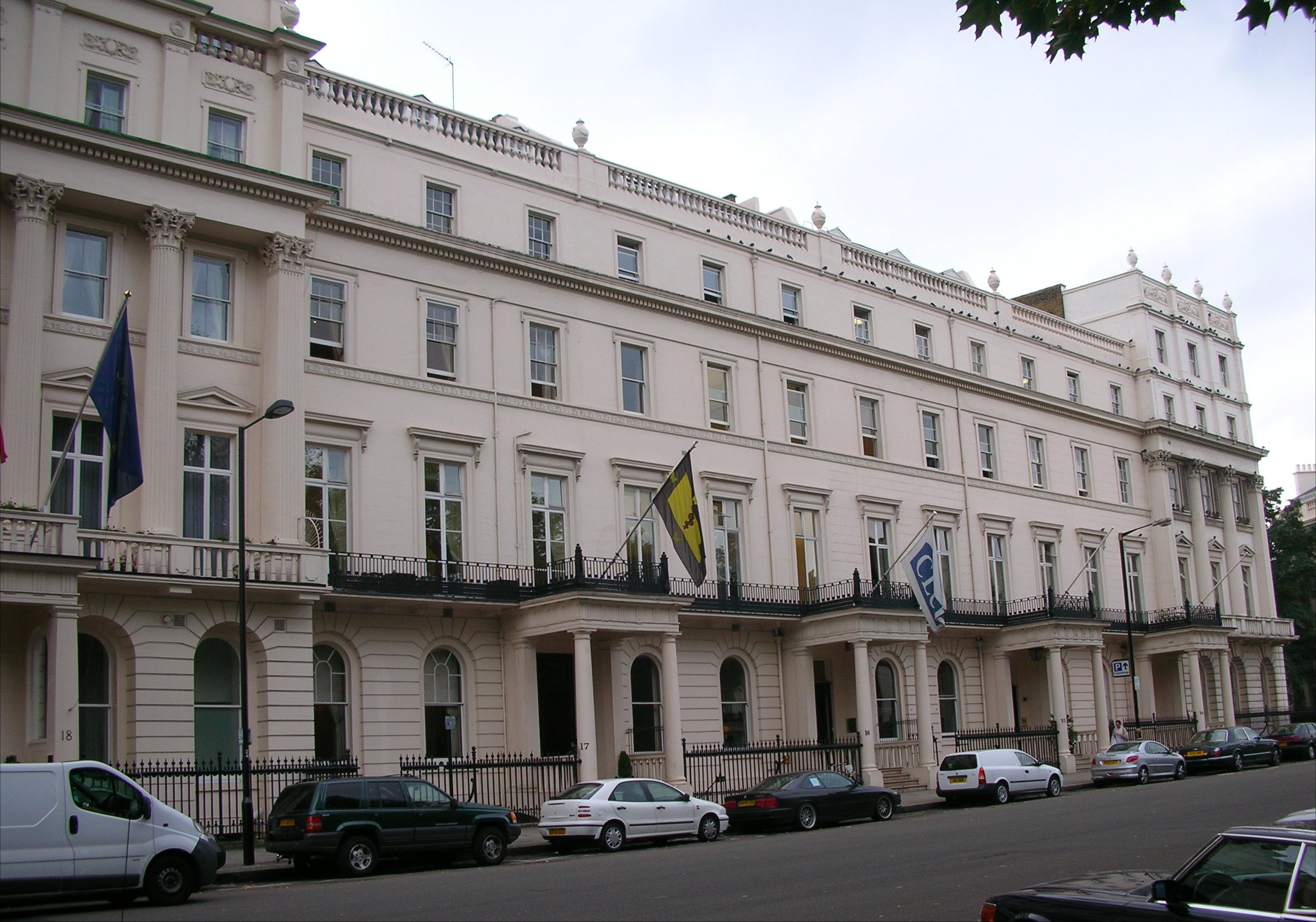
Sídlo organizace v Londýně

Royal College of Psychiatrists je hlavní profesní organizací psychiatrů Spojeného království. V různých podobách existuje již od roku 1841.
K organizaci se vážou tituly Member of Royal College of Psychiatrists (MRCPsych) a Fellow of Royal College of Psychiatrists (FRCPsych) jako člen britské Královské koleje psychiatrů. Obdoba titulů přiznávaných členům královské koleje v jiných oborech (chirurgie – FRCS, gynekologie a porodnictví – FRCOG, apod.)